# Fußball-Weltmeisterschaft 1930/Paraguay
Dieser Artikel behandelt die Paraguayische Fußballnationalmannschaft bei der Fußball-Weltmeisterschaft 1930 in Uruguay.

## Qualifikation
Wie alle anderen Teilnehmer wurde Paraguay ohne Qualifikation von Gastgeber Uruguay eingeladen.

## Aufgebot
| Name                      | Damaliger Verein     | Geburtsdatum  | Sp.      | Tore     | Platzverw. |
| Torhüter                  | Torhüter             | Torhüter      | Torhüter | Torhüter | Torhüter   |
| ------------------------- | -------------------- | ------------- | -------- | -------- | ---------- |
| Pedro Benítez             | Club Libertad        | 12. Jan. 1901 | 1        | 0        | 0          |
| Modesto Denis             | Club Nacional        | 9. März 1901  | 1        | 0        | 0          |
| Abwehr                    |                      |               |          |          |            |
| Eustacio Chamorro         | Presidente Hayes     | ?             | 0        | 0        | 0          |
| Salvador Flores           | Club Cerro Porteño   | 1906          | 2        | 0        | 0          |
| José Miracca              | Club Nacional        | 23. Sep. 1903 | 1        | 0        | 0          |
| Quiterio Olmedo           | Club Nacional        | 21. Dez. 1907 | 2        | 0        | 0          |
| Mittelfeld                |                      |               |          |          |            |
| Francisco Aguirre         | Olimpia Asunción     | 1908          | 1        | 0        | 0          |
| Santiago Benítez          | Olimpia Asunción     | 1903          | 1        | 0        | 0          |
| Eusebio Díaz              | Club Guaraní         | 1901          | 2        | 0        | 0          |
| Romildo Etcheverry        | Olimpia Asunción     | 15. Dez. 1906 | 1        | 0        | 0          |
| Diego Florentín           | River Plate Asunción | 27. Mai 1912  | 0        | 0        | 0          |
| Tranquilino Garcete       | Club Libertad        | 1907          | 1        | 0        | 0          |
| Angriff                   |                      |               |          |          |            |
| Delfín Benítez Cáceres    | Club Libertad        | 24. Sep. 1910 | 1        | 0        | 0          |
| Cayetano Saguier Carreras | Sportivo Luqueño     | ?             | 0        | 0        | 0          |
| Diógenes Domínguez        | Sportivo Luqueño     | 1902          | 1        | 0        | 0          |
| Aurelio González          | Olimpia Asunción     | 25. Sep. 1905 | 2        | 0        | 0          |
| Lino Nessi                | Club Libertad        | 1904          | 2        | 0        | 0          |
| Amadeo Ortega             | River Plate Asunción | 19. Apr. 1905 | 0        | 0        | 0          |
| Bernabé Rivera            | Sportivo Luqueño     | ?             | 0        | 0        | 0          |
| Gerardo Romero            | Club Libertad        | 1906          | 1        | 0        | 0          |
| Luis Vargas Peña          | Olimpia Asunción     | 23. Apr. 1907 | 2        | 1        | 0          |
| Jacinto Villalba          | Cerro Porteño        | 19. Sep. 1914 | 0        | 0        | 0          |
| Trainer                   |                      |               |          |          |            |
| José Durand Laguna        |                      | 7. Nov. 1885  |          |          |            |

## Turnierverlauf

### Vorrunde
| Pl. | Land     | Sp. | S | U | N | Tore    | Diff. | Punkte |
| --- | -------- | --- | - | - | - | ------- | ----- | ------ |
| 1.  | USA      | 2   | 2 | 0 | 0 | 006:000 | +6    | 04:0   |
| 2.  | Paraguay | 2   | 1 | 0 | 1 | 001:300 | −2    | 02:20  |
| 3.  | Belgien  | 2   | 0 | 0 | 2 | 000:400 | −4    | 0:40   |

|                                                                |   |          |           |
| Do., 17. Juli 1930 um 14:45 Uhr im Estadio Gran Parque Central |   |          |           |
| Vereinigte Staaten                                             | – | Paraguay | 3:0 (2:0) |
| So., 20. Juli 1930 um 15:00 Uhr im Estadio Centenario          |   |          |           |
| Paraguay                                                       | – | Belgien  | 1:0 (1:0) |

Nach der überraschenden Niederlage Paraguays gegen die Vereinigten Staaten stand das Weiterkommen der USA, die zuvor gegen Belgien mit 3:0 triumphierten, ins Halbfinale schon fest. Das Spiel zwischen Belgien und Paraguay, welches Paraguay durch ein Tor von Luis Peña mit 1:0 gewann, war bedeutungslos.